# Porträtwasserzeichen
Porträtwasserzeichen oder Bildniswasserzeichen sind Wasserzeichen in handgeschöpftem Papier oder in Banknoten, die in unterschiedlichen, auch kombinierten Wasserzeichentechniken die Bildnisse von Herrschern oder zu ehrenden Persönlichkeiten zeigen.

## Schreibpapier

Porträtwasserzeichen König Ludwig I. von Bayern (1840), Velinpapier der Papiermühle Mindelheim

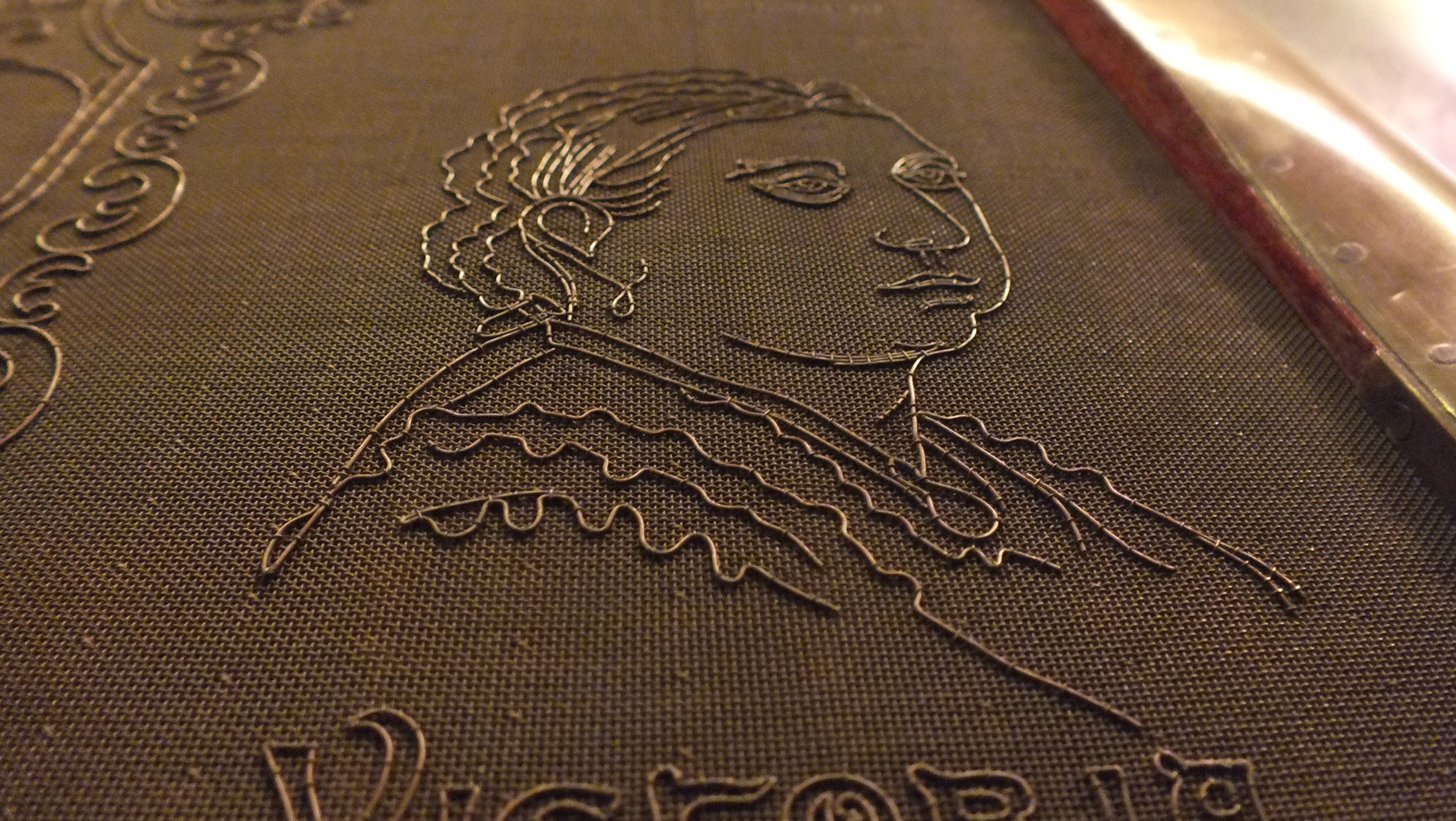
Schöpfform von F. Burguess, Maidstone, für Königin Victoria-Wasserzeichen

Im Schreibpapier treten Porträtwasserzeichen seit 1800 häufiger auf und haben charakteristische Merkmale.

„Mit wenigen Ausnahmen beschränken sich die Wasserzeichen dieser Art auf Fürstenbildnisse. Es sind die Bildnisse des letzten deutschen Kaisers, der Fürsten der deutschen Bundesstaaten, Napoleons und anderer Herrscher. In der Regel sind es Kopf- und Brustbildnisse, meist in Uniform und im Profil gezeichnet. […] Das Bildnis erscheint meist in einem Kreis, Doppelkreis oder Oval mit entsprechender Umschrift wie bei Münzen, die wohl vielfach dem Formmacher als Vorlage gedient haben mögen. Auch verzierte Ovalrahmen kommen vor, ganz selten findet man das Porträt ohne umfassenden Zierrahmen, gelegentlich nennt auch eine Unterschrift den Namen des Dargestellten. Im Gegenzeichen ist oft das Wappen des Landes, das Wappenbild aus diesem oder das Fürstenmonogramm wiedergegeben.“

Bei gerippten Papieren handelt es sich um lineare Darstellungen mittels des auf dem Schöpfsieb angebrachten Drahtwasserzeichens. Bei der Voll-Wasserzeichentechnik erlauben Blechbuchstaben die Wiedergabe der Umschrift in breiten Buchstaben. Bei Velinschöpfformen sind auch Dunkelwasserzeichen möglich, wobei durch entsprechende Prägung des Siebs das Porträt im Papier hell vor dunklem Hintergrund hervorgehoben wird. Entsprechende Kombinationen weist ein Porträtwasserzeichen von Fürst Blücher auf, bei dem aufgelegter Draht helle Linien hervorruft, ausgestanzte Blechteile für volle Buchstaben sorgen und durch Vertiefungen im Velinsieb ein dunkler Hintergrund erzielt wird.
Eine ausführliche Liste mit 78 Belegen von Porträtwasserzeichen hat Sokrat Aleksandrovič Klepikov veröffentlicht.
Als Beispiele lassen sich nennen:
- Carl Friedrich (Sachsen-Weimar-Eisenach), Velinpapier nach 1828.[4]
- Friedrich Wilhelm II. (Preußen), geripptest Papier der Papiermühle Spechthausen, um 1792 bis 1796.[5]
- Friedrich Wilhelm III. (Preußen), geripptes Papier der Papiermühle Spechthausen um 1800 bis 1805 bzw. zwischen 1811 und 1815[6], der Holländischen Papiermühle (Eichhorst), um 1819[7], ebenso verschiedene Varianten der Papiermühle Wolfswinkel im Zeitraum 1817 bis 1820.[8]
- Friedrich Wilhelm IV., Papiermühle Spechthausen um 1841.[9]
- Ludwig I. (Bayern), Papiermühle Mindelheim, um 1835.[10]

## Gedenkblätter

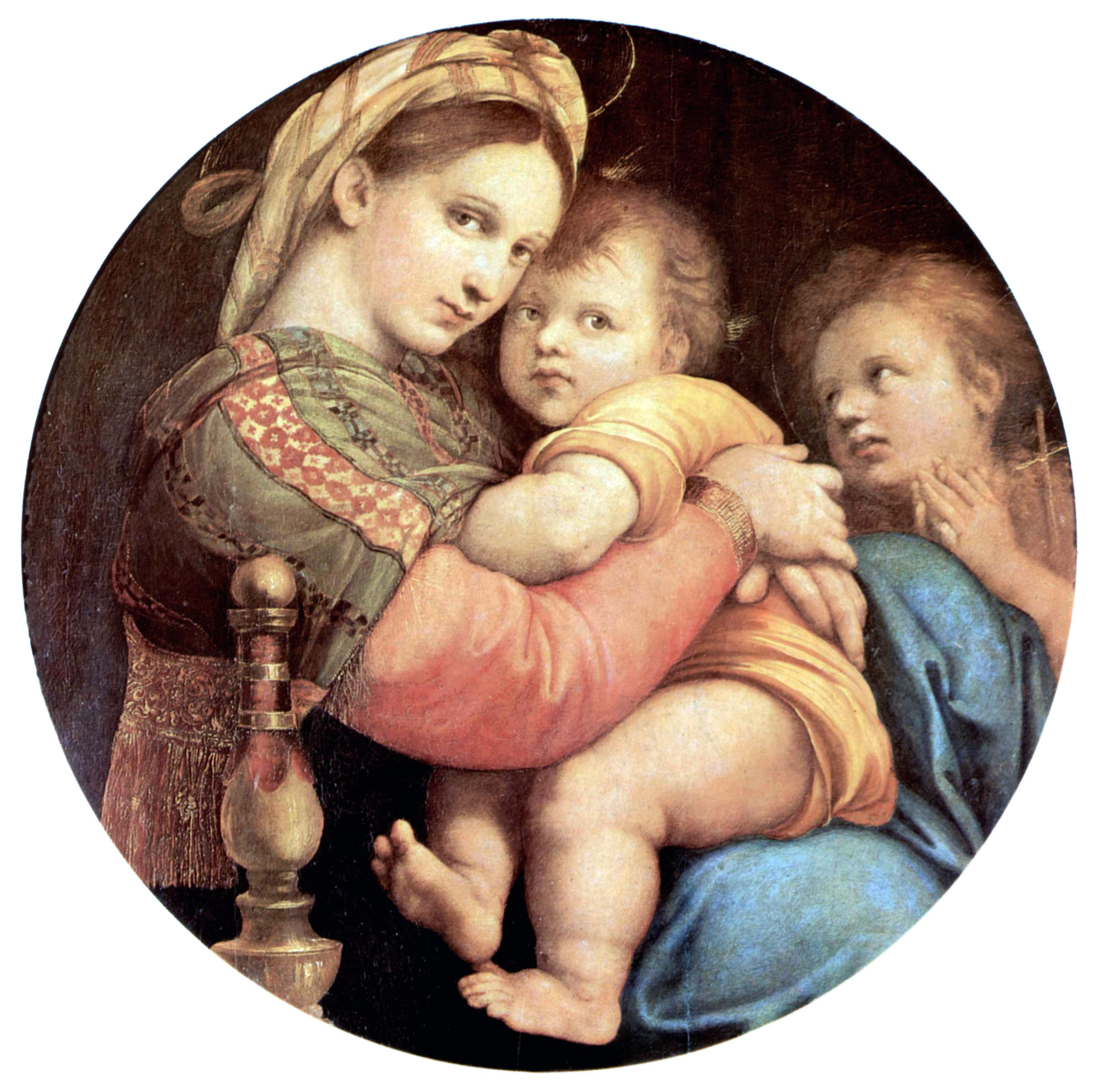
Raffael, Madonna della Seggiola

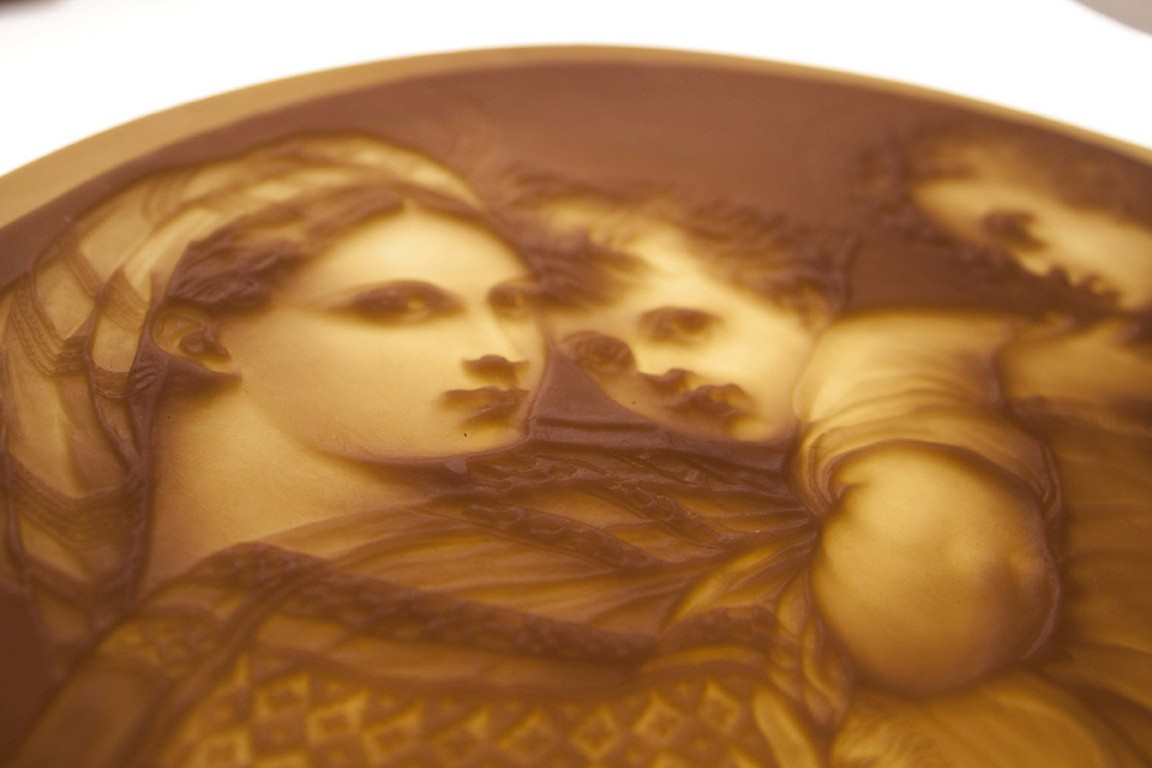
Wachsgravur zur Erstellung eines filigranen Bildes der Madonna della Seggiola von Raffael

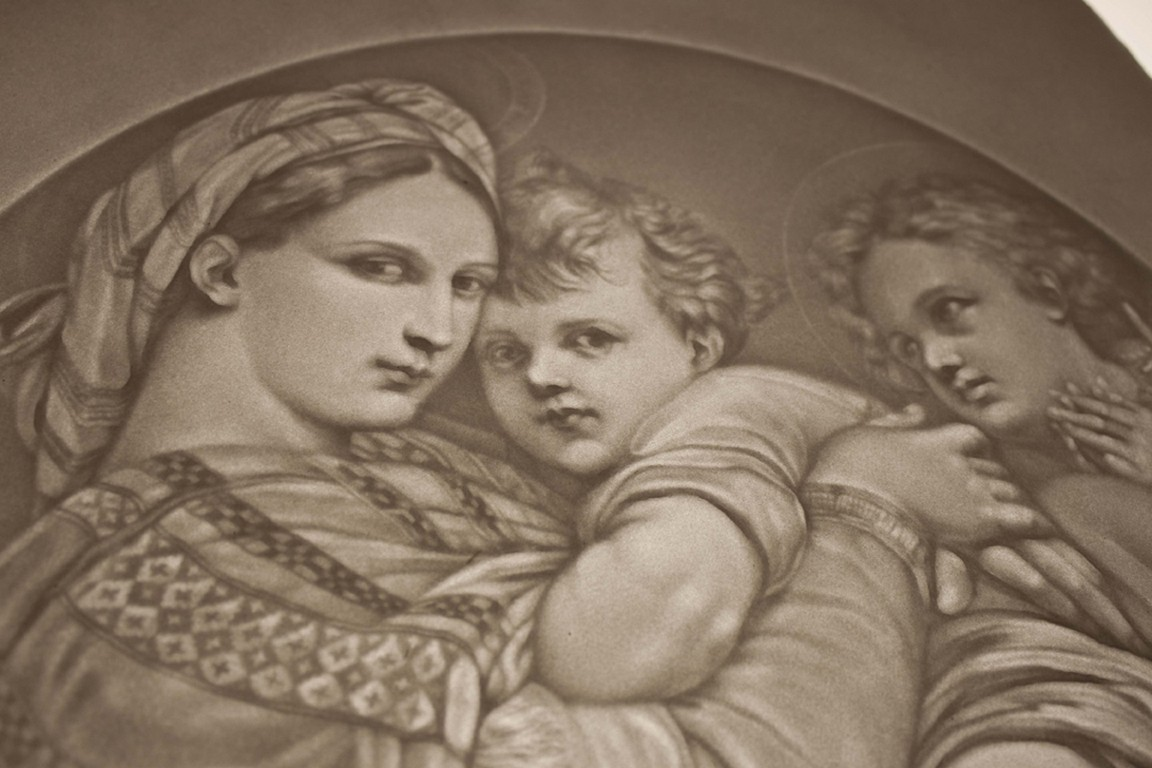
Wasserzeichen der Madonna della seggiola von Raffael

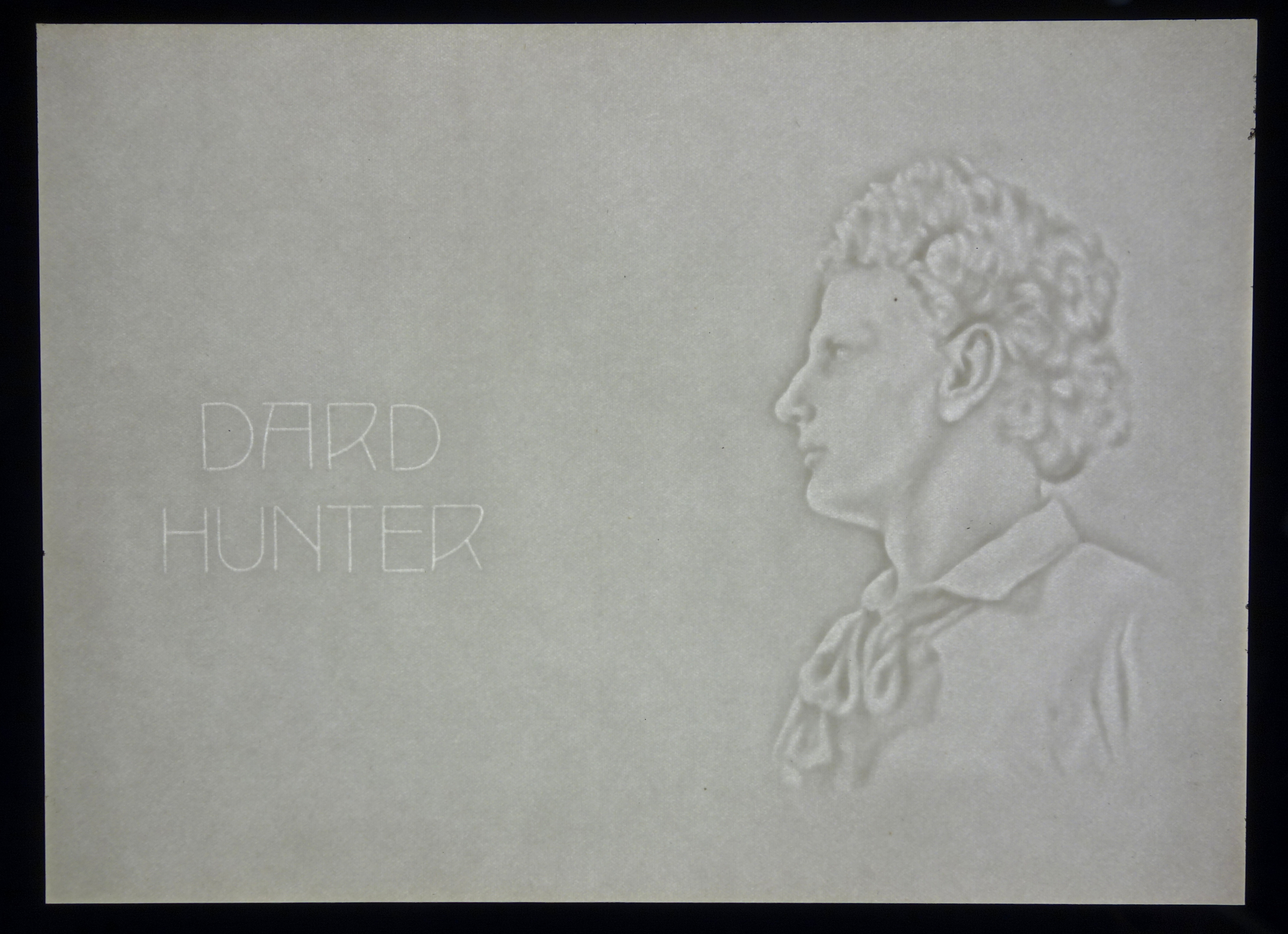
Watermark – Dard Hunter exhibit – Robert C. Williams Paper Museum – DSC00571

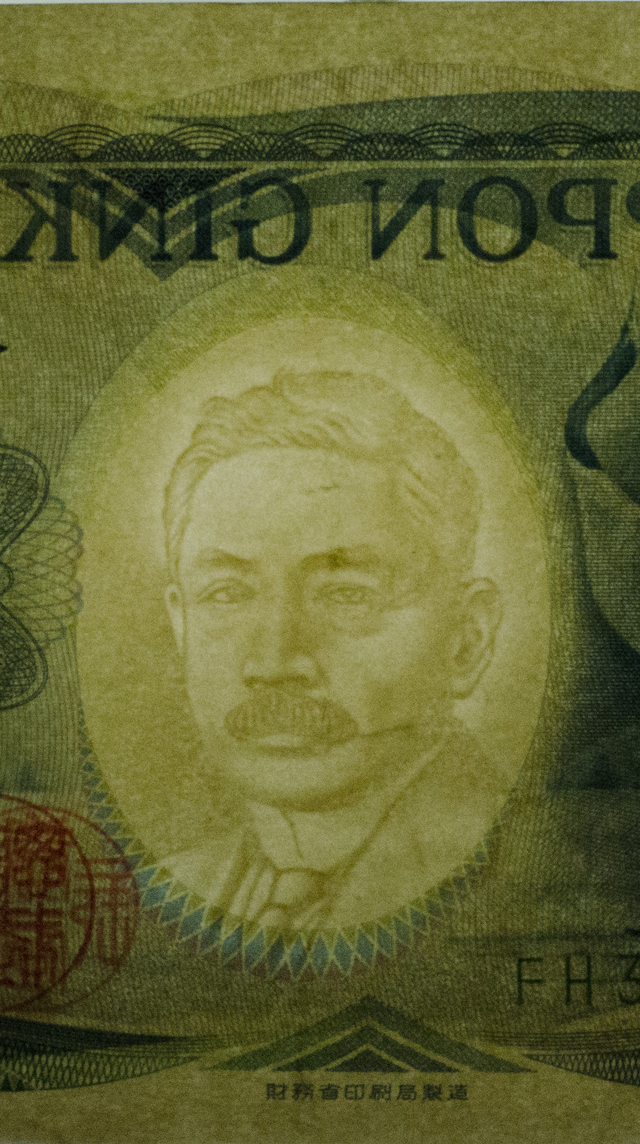
Series D 1K Yen Bank of Japan note – Watermark

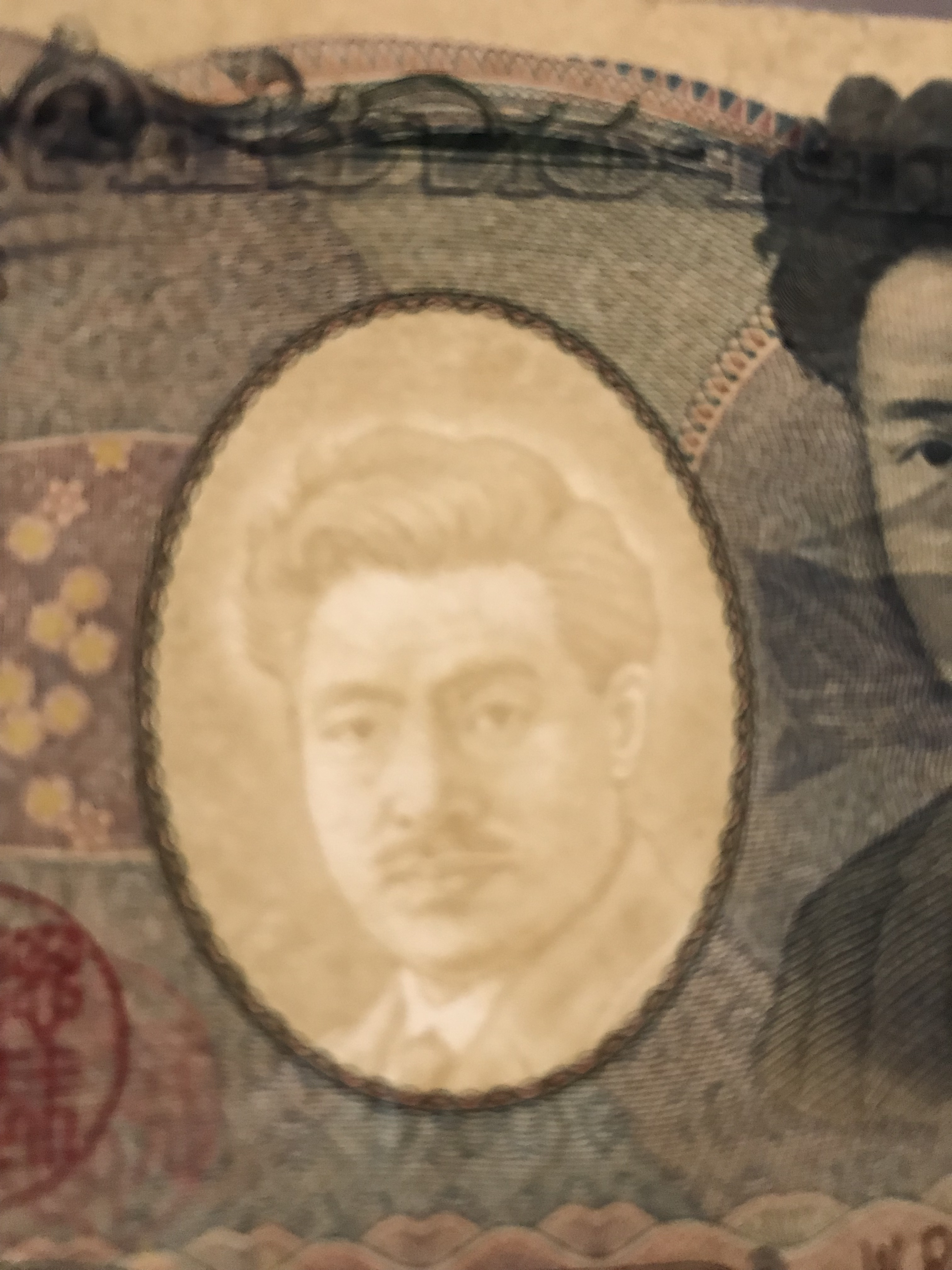
Series E 1K Yen Bank of Japan note – Watermark

Im 20. Jahrhundert wurde das Porträtwasserzeichen als Gestaltungselement für ehrende Gedenkblätter entdeckt. Ein Beispiel ist das aus Anlass des 100-jährigen Jubiläums der Papierfabrik Silkeborg entstandene großformatige Blatt, das, beseitet mit Blütenranke, ein Bildnis des Papierfabrikanten Johan Christian Drewsen (1777 bis 1851) und eine Langsiebpapiermaschine zeigt, die 1829 den Betrieb aufnahm.
Die Internationale Arbeitsgemeinschaft der Papierhistoriker (IPH) und die Schweizer Papierhistoriker (SPH) ehrten 1968 anlässlich seines 50. Todestags den Wasserzeichenforscher Charles-Moïse Briquet mit einem in Fabriano geschaffenen Gedenkblatt.
Dort ist in der Cartiere Miliani die besondere Fertigkeit entwickelt worden, im Durchlicht aus Wachs die Gestalt für eine Matrize und eine Patrize zu modellieren, die nach der Galvanisierung zum Prägen eines Schöpfformensiebs dienen, das feine Abstufungen der Schattierungen erlaubt. Auf diese Weise sind auch Bildniswasserzeichen nach dem Vorbild klassischer Gemälde von Leonardo da Vinci, Raffael oder Michelangelo entstanden.
Die Steyrermühl-Papierfabriks- und -Verlags-Aktiengesellschaft veröffentlichte ebenfalls Gedenkblätter mit in Wachs modellierten Wasserzeichen, darunter Porträtdarstellungen von
- Tsai Lun
- Nicolas-Louis Robert
- Henry Fourdrinier
- Andreas Kufferath
- Anton Bruckner
- Wolfgang Amadeus Mozart
- Wilhelm Busch

Der amerikanische Designer, Pressendrucker und Papierhistoriker Dard Hunter (1883 bis 1966) hinterließ ein Selbstporträt aus dem Jahr 1923 in Form eines Wasserzeichens.

## Banknoten
Porträtwasserzeichen finden sich im Sicherheitspapier von Banknoten. Das zaristische Russland veröffentlichte eine ganze Serie von Rubel-Scheinen mit Herrscherbildnissen, die als „Musterbeispiele für die Wasserzeichenkunst im Geldschein“ bezeichnet wurden:
- 25 Rubel-Note mit Bildnis von Zar Alexander III. von 1909
- 100 Rubel-Note mit Bildnis von Zarin Katharina II. von 1910
- 500 Rubel-Note mit Bildnis von Zar Peter I., der Große von 1912

Die Deutsche Bundesbank, Frankfurt am Main, veröffentlichte 1989 eine 10 Mark-Banknote mit dem Bildnis von Carl Friedrich Gauß und 100 Deutsch Mark-Banknote mit dem Bildnis von Clara Schumann, die jeweils im Druck und als Sicherheitsmerkmal im Wasserzeichen gezeigt wurden.
In japanischen Banknoten finden sich ebenfalls Porträtwasserzeichen. Die 1000 Yen-Banknoten ehren den Schriftsteller Natsume Sōseki und den Mediziner Noguchi Hideyo.

## Einzelbelege
1. ↑   Karl Theodor Weiß: Handbuch der Wasserzeichenkunde. Bearbeitet und hrsg. von Wisso Weiß. Fachbuchverlag, Leipzig 1962, S. 181.
2. ↑  Karl Theodor Weiß: Handbuch der Wasserzeichenkunde. Bearbeitet und hrsg. von Wisso Weiß. Fachbuchverlag, Leipzig 1962, S. 183.
3. ↑  Sokrat Aleksandrovič Klepikov: A list of portrait-watermarks.	In: International Association of Paper Historians: IPH-Information 3, (1969), Nr. 1, S. 8–16.
4. ↑  Wisso Weiß: Thüringer Papiermühlen und ihre Wasserzeichen. Thüringer Volksverlag, Weimar 1953, Abb. 41.
5. ↑  Karin Friese: Papierfabriken im Finowtal. Eberswalde 2000, S. 201 bzw. 203.
6. ↑  Karin Friese: Papierfabriken im Finowtal. Eberswalde 2000, S. 204–206 bzw. S. 210.
7. ↑  Karin Friese: Papierfabriken im Finowtal. Eberswalde 2000, S. 65.
8. ↑  Karin Friese: Papierfabriken im Finowtal. Eberswalde 2000, S. 139–142.
9. ↑  Karin Friese: Papierfabriken im Finowtal. Eberswalde 2000, S. 224.
10. ↑  Hans Schieferle: Die Mindelheimer Papiermühle. 1710–1886. Schwabmünchen 2006, S. 172.
11. ↑  Giancarlo Castagnari und Ulisse Mannucci (Hrsg.): L’arte della carta a Fabriano. 3. Aufl. Comune di Fabriano; Museo della carta e della filigrana, Fabriano 1996, S. 90–91.
12. ↑  Albert Pick: Papiergeld-Lexikon. 3., überarb. Aufl. Gietl, Regenstauf 1992, S. 320.